# Leopold z Schönfeld
Leopold (Lupold) z Schönfeld (zm. 7 stycznia 1217) – biskup Wormacji od 1196, arcybiskup-elekt Moguncji w latach 1200–1207.

## Życiorys
Pochodził z możnej rodziny panów Schönfeld (Schenvelt). Stopniowo piął się po szczeblach hierarchii kościelnej. W 1193 został prepozytem kapituły katedralnej w Wormacji, a wkrótce potem wybrano go na biskupa Wormacji. Gdy w 1198 doszło do podwójnej elekcji króla Niemiec, Leopold opowiedział się po stronie kandydata Hohenstaufów, Filipa Szwabskiego, przeciwko Ottonowi IV z rodu Welfów. Za sprawą Filipa w 1199 otrzymał w administrację bogate opactwo w Lorsch, a w kolejnym roku został wybrany na arcybiskupa Moguncji. Jednak mniejsza część kapituły ogłosiła arcybiskupem kandydata Welfów, Zygfryda z Eppsteinu. W 1201 sąd papieski rozsądził spór na niekorzyść Leopolda, który w 1202 został ekskomunikowany. Mimo to nie zrezygnował i cały czas kontrolował Moguncję (której mieszczaństwo i kler go popierało) oraz terytorium arcybiskupiego księstwa.
W 1204 został wysłany przez Filipa Szwabskiego na wyprawę do Italii, gdzie prowadził skuteczne działania zbrojne przeciwko papieżowi Innocentemu III i odzyskał na rzecz króla, zajęte wcześniej przez papieża, Ankonę i Spoleto. Jednak efektem zawartego wkrótce porozumienia Filipa z papieżem było pozbawienie Leopolda królewskiego poparcia, odwołanie go z Italii oraz odebranie mu Moguncji. W 1207 oddał Filipowi oznaki godności arcybiskupiej, dzięki czemu zdjęta została zeń papieska klątwa; pozostał nadal biskupem Wormacji.
W 1212 Leopold przyłączył się do stronnictwa bratanka zamordowanego w 1208 Filipa, Fryderyka II Hohenstaufa. W 1215 został wysłany ponownie do Italii, tym razem jako namiestnik Fryderyka w Królestwie Sycylii. Wkrótce potem, podczas pobytu w Apulii Leopold zmarł.